# 比利蘭格村
比利蘭格村（波斯語：بيلي لنگه），是伊朗吉兰省阿姆拉什县中央區南阿姆拉什鄉的一个村。2006年人口普查顯示該村人口为48人，分佈在14个家庭中。